# 에로 사진
에로 사진 또는 에로틱 사진(Erotic Photography)은 에로틱하거나, 성적으로 암시적이거나, 성적으로 도발적인 성격의 예술사진 스타일이다.
에로틱 사진은 반드시 에로틱한 상황에 있지 않은 누드 피사체를 포함하는 누드 사진과 성적으로 노골적인 성격을 지닌 포르노 사진과 구별되는 경우가 많다. 포르노 사진은 일반적으로 "외설적"이며 예술적/미적 가치가 부족한 것으로 정의된다. 그러나 예술과 포르노의 경계는 사회적으로나 법적으로나 논쟁의 대상이었으며, 많은 사진작가들은 이러한 구분을 의도적으로 무시하는 작품을 만들어 왔다.
에로틱한 사진은 일반적으로 장식용 달력, 핀업과 같은 대량 생산 품목과 펜트하우스 및 플레이보이와 같은 남성 잡지를 포함하여 상업적인 용도로 사용되지만 많은 예술 사진가들도 노골적이거나 에로틱한 이미지에 손을 대고 있다. 또한 때때로 에로틱한 사진은 피사체의 파트너만 볼 수 있도록 의도되었다.
에로틱한 사진의 대상에는 전문 모델, 연예인, 아마추어 등이 포함된다. 잘 알려진 연예인들은 일반적으로 사진 촬영을 위해 누드 포즈를 취하지 않는다. 사진을 위해 누드 포즈를 취한 최초의 연예인은 무대 배우 아다 아이작스 멘켄(Adah Isaacs Menken, 1835–1868)이었다. 그러나 많은 유명 영화배우들이 핀업 모델로 포즈를 취하고 사진 및 기타 매체에서 섹스 심볼로 홍보되었다. 에로틱한 사진의 대부분은 여성 피사체이지만 남성의 에로틱한 이미지도 게시된다.

## 같이 보기
- 앤디 워홀
- 에로티카
- 틴토 브라스